# V — значит вендетта (фильм)
«V — значит вендетта» (англ. V for Vendetta) —англо-германо-американский антиутопический триллер 2005 года режиссёра Джеймса Мактига по сценарию сестёр Вачовски. Фильм основан на одноимённом графическом романе из ограниченной серии DC Vertigo Comics 1988—1989 годов, написанном Аланом Муром, Дэвидом Ллойдом и Тони Уиром. Действие фильма разворачивается в будущем, когда Великобритания находится под властью фашистского тоталитарного режима. Главными героями фильма являются V (роль которого исполняет Хьюго Уивинг), анархист и борец за свободу в маске, который пытается разжечь революцию посредством тщательно продуманных террористических актов, и Иви Хаммонд (роль которой исполняет Натали Портман), молодая девушка, вовлечённая в миссию V. Стивен Ри играет детектива, отчаянно пытающегося остановить V.
Фильм «V — значит вендетта», снятый компаниями Silver Pictures, Virtual Studios и Anarchos Productions, Inc., изначально планировался к выпуску Warner Bros. Pictures 4 ноября 2005 года (за день до 400-й годовщины Ночи Гая Фокса), но был отложен. В США он вышел 17 марта 2006 года, получив в основном положительные отзывы критиков и став кассовым хитом, собрав 134,7 миллиона долларов при бюджете производства от 50 до 54 миллионов долларов. Алан Мур, недовольный экранизациями своих других произведений, «Из ада» (2001) и «Лига выдающихся джентльменов» (2003), отказался смотреть фильм и попросил не указывать его авторство и не выплачивать ему гонорары.
Некоторые политические группы рассматривали фильм «V — значит вендетта» как аллегорию угнетения со стороны государства; анархисты использовали его для продвижения своих убеждений. Фильму приписывают популяризацию использования маски Гая Фокса антисистемными политическими группами и действиями. В этом качестве они используются группой активистов «Анонимус» и некоторыми участниками движения «Захвати Уолл-стрит».

## Сюжет
В начале фильма показана историческая вставка — арест и казнь Гая Фокса, участника Порохового заговора в XVII веке в Британии.
Затем повествование переключается на антиутопическое альтернативное недалёкое будущее. К власти в Великобритании пришла фашистская партия Norsefire. США утратили мировое господство и страдают от свирепой гражданской войны. Другие страны не упоминаются. Британское общество сковано тоталитарными ограничениями Norsefire, обещавшей на выборах покончить со смертельным вирусом, гулявшим по стране, и вскользь упомянутой войной с США.
Во время комендантского часа поздним вечером 4 ноября неизвестного года человек, носящий маску Гая Фокса и называющий себя «V» («Ви»), спасает из рук Службы Безопасности Norsefire (в фильме её сотрудники именуются Пальцами) ассистентку британского телеканала British Television Network (BTN) Иви Хэммонд. V сообщает Иви, что он «музыкант» и приглашает её послушать его «выступление» на крышу здания около центрального уголовного суда Лондона — Олд-Бейли. С боем часов Биг Бэна и наступлением 5 ноября Иви наблюдает подрыв Олд-Бейли, сопровождающийся фейерверками и увертюрой Чайковского «1812 год», транслируемой через городскую систему звукового оповещения.
Правительство объясняет теракт аварийным сносом здания, но V захватывает студию в телецентре BTN и запускает в эфир собственную запись, где произносит пламенную речь, объявляя, что заявления правительства — ложь, что подрыв совершил он. V призывает население восставать против существующего режима и прийти на следующее 5 ноября к Парламенту, чтобы «устроить им такое 5 ноября, которое никогда не забудется». Речь террориста являет собой образец красноречия и находит широкий, хотя и замаскированный отклик у населения.
Сотрудники полиции оперативно захватывают телецентр, но Иви, работающая там же, в критической ситуации внезапно решает помочь V спастись. Тот приносит её в Галерею теней — место, где он живёт и хранит вещи, изъятые им со склада управления по делам цензуры. V требует, чтобы она оставалась у него до следующего 5 ноября, то есть — оставшийся год. Решив сбежать из Галереи теней, Иви рассказывает V часть своей истории и предлагает свою помощь. Позже V решает с помощью переодетой под нимфетку Иви пробраться в спальню Энтони Лиллемана, архиепископа Кентерберийского, позволяющего себе педофилию.
Иви пытается раскрыть план V архиепископу, но тот не верит ей и пытается изнасиловать.
При появлении V Иви нервно сбегает и отправляется к своему начальнику по BTN Гордону Дитриху. В ответ на откровенность Иви он рассказывает ей о коллекции запрещённого искусства и литературы. После того, как Гордон, несмотря на цензуру, люто высмеивает Верховного Канцлера в своём развлекательном шоу, Служба Безопасности врывается домой к Гордону, избивает и без лишних формальностей арестовывает. Иви пытается сбежать, но ей это не удаётся. Ей принудительно бреют голову, а после избивают, допрашивают и пытают несколько дней. Эти дни Иви проводит в камере-одиночке, на цементном полу, находя утешение только в записях заключённой по имени Валери, которая когда-то содержалась в этой же камере. Валери когда-то была актрисой, но потом была отправлена в тюрьму за то, что была лесбиянкой. В последней записи она осознаёт, что умирает и обращаясь к тому, кто будет читать её записи, призывает не предавать себя и не идти на соглашение с угнетателями.
В конце концов Иви предлагают выбор — либо она сообщит необходимую информацию о V и останется в живых, либо будет казнена. Она отвечает, что предпочла бы умереть, и её освобождают. Вышедшая из камеры Иви обнаруживает, что всё это время находилась в Галерее теней, а всё её заключение организовал V, который с сожалением сообщает ей, что Гордон был казнён за хранение Корана. Вначале Иви отказывается понимать, зачем V пошёл на такой спектакль, и ненавидит его за пережитые в фальшивой камере испытания. V рассказывает Иви, что всё это было устроено им, но записка Валери была настоящей, а сам V был тем, кто прочитал её и пережил то, через что прошла Иви. Затем она понимает, что полученный в «заключении» опыт помог ей преодолеть внутренний страх. Вскоре Иви оставляет V, который просит её лишь об одном — возможности увидеть её до 5 ноября. Иви соглашается. V убивает всех причастных к массовой гибели узников концлагеря при проведении опытов (создание вакцины), в которой сам же и был подопытным.
4 ноября следующего года Иви возвращается в Галерею теней. Он предлагает ей подарок, но прежде просит потанцевать с ним, во время танца Иви пытается снять с V маску, но тот отказывается, косвенно поясняя, что он серьёзно изуродован. V показывает Иви начинённый взрывчаткой поезд метро, который предназначен для подрыва здания парламента, и предоставляет ей право решить, привести план в исполнение или нет. Затем V отправляется на расправу с последними представителями верхушки тоталитарного режима — канцлером Сатлером и главой Службы Безопасности Партии Криди, главным «демоном революции». Криди, сам уже пришедший к выводу о ненужности Сатлера, убивает его. В короткой схватке V побеждает и солдат-телохранителей, и Криди, однако сам получает тяжёлые раны. Добравшись до поезда и Иви, он сообщает девушке, что полюбил её и умирает у неё на руках.
Параллельная сюжетная линия.
Всё это время по следам V шёл Главный инспектор лондонской полиции (Скотленд-Ярд не упоминается, так же как и Нос из комикса-первоисточника) Эрик Финч, который, расследуя подвиги террориста, раскрывает куда более значительные преступления партии Norsefire со времён захвата власти. Инспектор обладает способностью верно предчувствовать события (в комиксе-оригинале это было следствием приёма наркотиков) и делать из «совпадений» правильные выводы (серендипность), но его точные подсказки Верховному Канцлеру не находят понимания. Более того, машина государственного террора не раз намекает «состоящему в партии 27 лет» Финчу, что он тоже под наблюдением и легко может оказаться кем-то вроде врага народа. Попутно в фильме проясняются взаимосвязь V и лекарства от вируса, а также мотивы его мести представителям Партии.
В тот момент, когда Иви решает отправить к Парламенту заминированный поезд, инспектор находит её, однако в итоге не препятствует запуску поезда к цели. Как и предсказывал V, посмотреть на подрыв Парламента собирается восставшее против режима население. Поскольку погибшие Верховный Канцлер и глава Службы Безопасности больше не отдают приказов, охраняющие подступы к Парламенту вооружённые силы, не вступая в конфликт с надвигающейся грозной лавиной демонстрантов, беспрепятственно пропускают их. Здание Парламента торжественно взрывается, как символ подавляющего прошлого, демонстранты снимают маски Гая Фокса, которые V незадолго перед этим вагонами разослал по всей стране.
Страна начинает жизнь «с чистого листа».

## В ролях
| Актёр           | Роль                                                            |
| --------------- | --------------------------------------------------------------- |
| Хьюго Уивинг    | арестант концлагеря Ларкхилл, террорист V                       |
| Натали Портман  | сотрудница BTN / соучастница V Иви Хэммонд                      |
| Стивен Ри       | главный инспектор (лондонской) полиции Эрик Финч                |
| Джон Хёрт       | Верховный Канцлер Адам Сатлер                                   |
| Стивен Фрай     | директор BTN Гордон Дитрих                                      |
| Шинейд Кьюсак   | доктор концлагеря / коронер Диана Стэнтон / Делия Сэрридж       |
| Джон Стэндинг   | епископ концлагеря / архиепископ Кентерберийский Петер Лиллиман |
| Тим Пиготт-Смит | начальник службы безопасности Криди                             |
| Руперт Грейвс   | помощник главного инспектора Доминик Стоун                      |
| Наташа Уайтмен  | актриса / арестантка концлагеря Валери Пейдж                    |
| Имоджен Путс    | юная Валери Пейдж                                               |
| Роджер Аллам    | комендант концлагеря / «Голос Лондона» Льюис Протеро            |
| Бен Майлз       | пресс-секретарь партии Дескомб                                  |
| Клайв Ашборн    | Гай Фокс                                                        |
| Мартин Сэвэдж   | Денис                                                           |
| Козима Шоу      | Патриша                                                         |
| Эдди Марсан     | Этеридж                                                         |
| Чад Стахелски   | Сторм Саксон                                                    |
| Дэвид Литч      | грабитель в маске V                                             |

## V

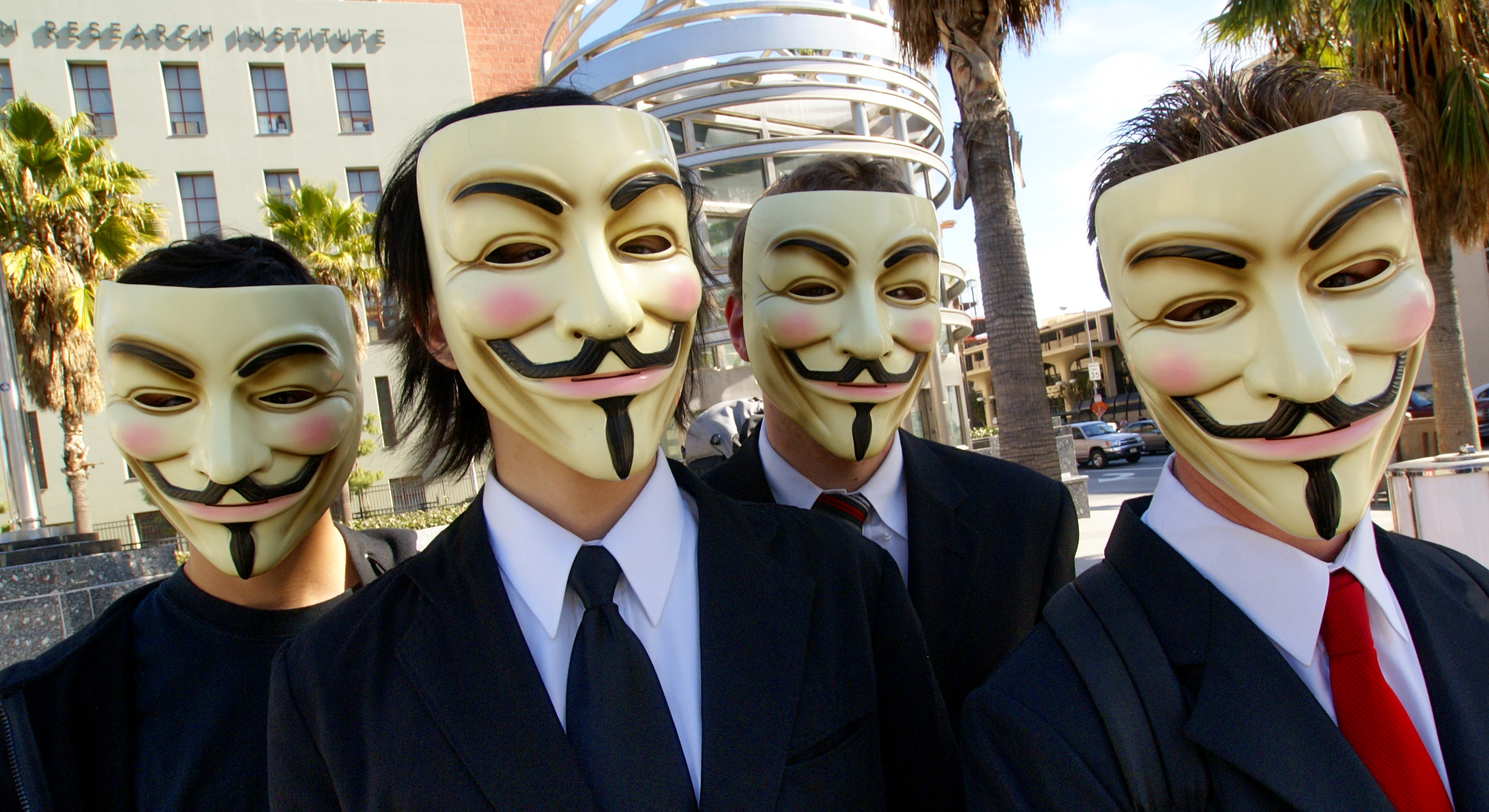
Анонимус в публичном пространстве в масках Гая Фокса. Лос-Анджелес, 2008 год. «Маска Гая Фокса», впервые использованная Анонимус в 2008 году, сама стала графическим интернет-мемом и одним из символов сообщества Анонимус. Дизайн маски — художник-иллюстратор Дэвид Ллойд, 1982 год.

V — главный герой фильма — анархист-идеалист, борец с тоталитарным режимом, действующий в образе анонимного мстителя.
Персонаж носит маску Гая Фокса, чёрный плащ и шляпу, что придаёт ему театрализованный и символический облик. Его речь отличается литературностью и обилием цитат, что подчёркивает образ утончённого интеллектуала.
По характеру V сочетает в себе романтика, революционера, философа и террориста. Он жесток по отношению к своим врагам, но проявляет наставнические качества в отношениях с другими персонажами, в частности с Иви Хэммонд. Его мировоззрение основано на убеждении, что идеи бессмертны, а личность является лишь их носителем.
Мотивы героя связаны как с личной местью — вследствие пережитых над ним экспериментов — так и с целью вдохновить общество на сопротивление диктатуре. Несмотря на личные чувства, он ставит идею освобождения выше собственных интересов.

## Отличие фильма от комикса
Есть несколько принципиальных различий между фильмом и комиксом. Например, в комиксе события происходят в 1990 году, в то время как в фильме — между 2028 и 2038 годами. Оригинальная история Алана Мура была создана как ответ на британский тэтчеризм в начале 1980-х и была установлена как конфликт между фашистским государством и анархизмом, в то время как история фильма была изменена Вачовски, чтобы соответствовать современному политическому контексту. Алан Мур, однако, обвинил экранизацию в том, что история превратилась в американо-центральный конфликт между либерализмом и неоконсерватизмом, и ушла от оригинальных анархистско-фашистских тем. Мур заявляет, что «не было упоминания об анархии, насколько я видел. Я имею в виду, я думаю, что любые ссылки на расовую чистоту были удалены, тогда как фактически, фашисты хорошо разбираются в довольно расовой чистоте».
Кроме того, в оригинальной истории, Мур попытался обозначить моральную двусмысленность, а не изобразить фашистов как карикатуры. Ограничения времени фильма означали, что сюжет должен был опустить или оптимизировать некоторые детали и сюжетные линии из оригинальной истории. В основном, комикс описывает законный приход фашистов к власти и сохранение ими власти благодаря апатии общественности, тогда как фильм представляет вирус Св. Марии как биологическое оружие, спроектированное и выпущенное партией Norsefire для тайного взятия под контроль собственной страны.
Многое из графического романа также претерпело существенные изменения в фильме. V характеризуется в фильме как романтичный борец за свободу, который показывает озабоченность по поводу потери невинной жизни. Однако в графическом романе он — безжалостный, готовый убить любого, кто стоит на пути, человек. Преобразование Иви Хаммонд в протеже V также отображено намного более решительнее в романе, чем в фильме. В начале фильма она уже — уверенная женщина с намёком на внутренний протест, готовность восстания внутри; в графическом романе она описывается как опасная, отчаянная молодая женщина, вынужденная заниматься проституцией. В комиксе V полюбил Иви, когда она к нему практически ничего не испытывала, в фильме описывается любовь обеих сторон. В финале графического романа она не только выполняет планы V, как она делает в фильме, но также присваивает личность V. В фильме инспектор Финч сочувствует V, но в графическом романе он полон решимости остановить V и доходит до принятия ЛСД, чтобы понять преступника. В романе Гордон — мелкий преступник, который берёт Иви (а также заводит с ней отношения) к себе в дом после того как V оставил её на улице, прежде чем будет убит шотландской бригадой. В фильме, однако, Гордон — воспитанный коллега и босс Иви. Он был арестован Криди за телерадиовещание политической пародии на его телепрограмму и позже казнён за хранение Корана, найденного в его погребе.

## Создание
Фильм продюсировали создатели «Матрицы» Лоуренс и Эндрю Вачовски. Вачовски — большие поклонники творчества Алана Мура. Сценарий фильма был написан в середине 1990-х, ещё до того, как братья начали работать над «Матрицей» (1999). Писатель и художник Алан Мур, крайне недовольный тем, как были экранизированы его комиксы в фильмах «Лига выдающихся джентльменов» и «Из ада», в принципе отказался от упоминания своего имени в титрах всех фильмов, которые будут сняты по его произведениям, а также отказался в пользу своих соавторов от причитающихся ему киногонораров.
Роль Иви могла достаться Скарлетт Йоханссон и Брайс Даллас Ховард, но в итоге на неё взяли Натали Портман. Для того, чтобы поставить британский акцент, Натали занималась с диалектологом Барбарой Беркери, которая также работала с Гвинет Пэлтроу. Натали без всяких возражений согласилась обрить голову. По её словам, она уже давно хотела это сделать.
Роль тоталитарного лидера канцлера Сатлера исполнил Джон Хёрт, сыгравший Уинстона Смита в экранизации культовой антиутопии Джорджа Оруэлла.
Первоначально Джеймс Пьюрфой должен был исполнить роль Ви, но во время съёмочного периода он покинул проект. Его место занял Хьюго Уивинг. В некоторых сценах использованы кадры с Пьюрфоем, переозвученные голосом Уивинга.
Сцены, действие которых происходит на заброшенной линии метро, были сняты в настоящем лондонском метро, на станции Олдвич ветки «Пикадилли», закрытой ещё в 1994 году. Это позволило использовать в съёмках настоящий вагон.
Съёмочной группе разрешили проводить съёмки на Уайт-Холле и площади Парламента только с полуночи до 4:30 утра и только в течение трёх дней. Более того, они могли останавливать автомобильное движение не более чем на четыре минуты за один раз.

### Премьера

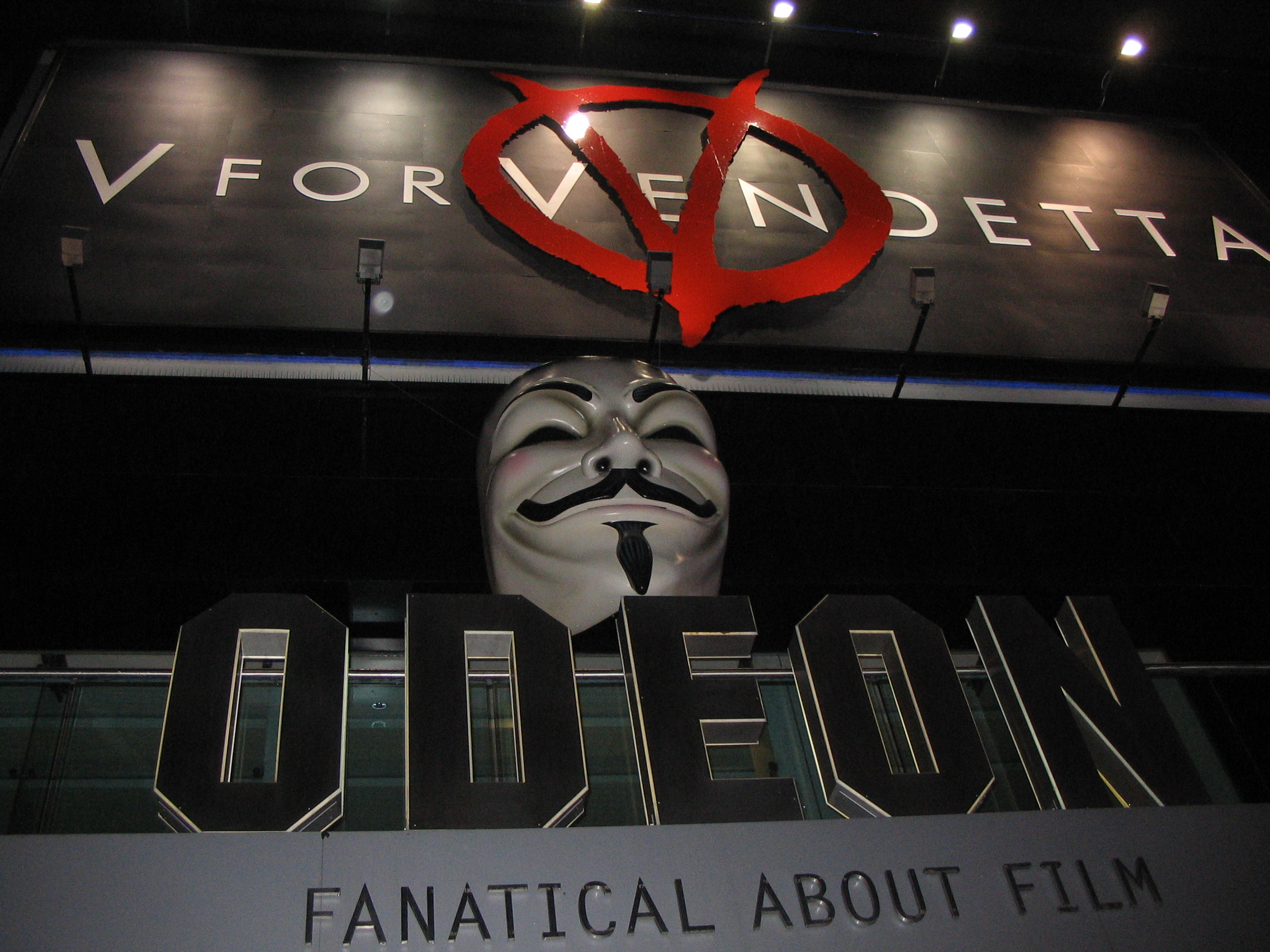
V — значит вендетта играет в Odeon Leicester Square, Лондон, март 2006 г.

В фильме использовано множество образов из «Порохового заговора» 1605 года, когда группа католиков-заговорщиков планировала уничтожить здание парламента, чтобы спровоцировать революцию в Великобритании. Изначально фильм планировалось выпустить в выходные 5 ноября 2005 года, в 400-ю годовщину заговора, со слоганом «Помни, помни 5 ноября», взятым из традиционного британского стишка, увековечивающего это событие. Однако маркетинговый ход фильма значительно потерял свою ценность, когда дату выхода перенесли на 17 марта 2006 года. Многие предполагали, что задержка была вызвана взрывом в лондонском метро 7 июля и неудавшимся терактом 21 июля. Создатели фильма отрицали это, утверждая, что задержки были вызваны необходимостью дополнительного времени для завершения производства визуальных эффектов. Первая большая премьера фильма «V — значит вендетта» состоялась 11 декабря 2005 года на фестивале Butt-Numb-A-Thon, а затем последовала премьера 13 февраля 2006 года на Берлинском кинофестивале. Фильм вышел в широкий прокат 17 марта 2006 года в 3365 кинотеатрах в США, Великобритании и шести других странах.

## Коммерческий успех
На декабрь 2006 года общие сборы «V — значит вендетта» составили $132 511 035, из которых $70 511 035 — доход в США. В день премьеры фильм возглавил американский кинопрокат, собрав $8 742 504, и продолжал удерживать лидерство по итогам первого уикенда показа, принеся $25 642 340. Лента «Любовь и прочие неприятности», ближайший соперник «V — значит вендетта», принесла тогда своим создателям $15 604 892. «V — значит вендетта» дебютировал на первом месте на Филиппинах, Тайване, в Сингапуре, Южной Корее и Швеции. Кроме того, в Северной Америке фильм вышел в 56 IMAX-кинотеатрах, собрав за первые три дня показа $1,36 млн.

## Запрет фильма
Фильм был запрещён к показу в Китае, упоминания о нём и связанная информация не отображались в местных поисковых системах Baidu и Douban. Однако в декабре 2012 года фильм был показан по государственному каналу CCTV-6, что было расценено как признак либерализации внутренней политики Китая.